# Begonia altoperuviana
Espèce
Begonia altoperuviana est une espèce de plantes de la famille des Begoniaceae. Ce bégonia est originaire d'Amérique du Sud. L'espèce fait partie de la section Cyathocnemis. Elle a été décrite en 1859 par Alphonse Pyrame de Candolle (1806-1893). L'épithète spécifique altoperuviana signifie « du haut Pérou ».

## Répartition géographique
Cette espèce est originaire des pays suivants : Bolivie ; Pérou.